# Big Four (società di revisione)

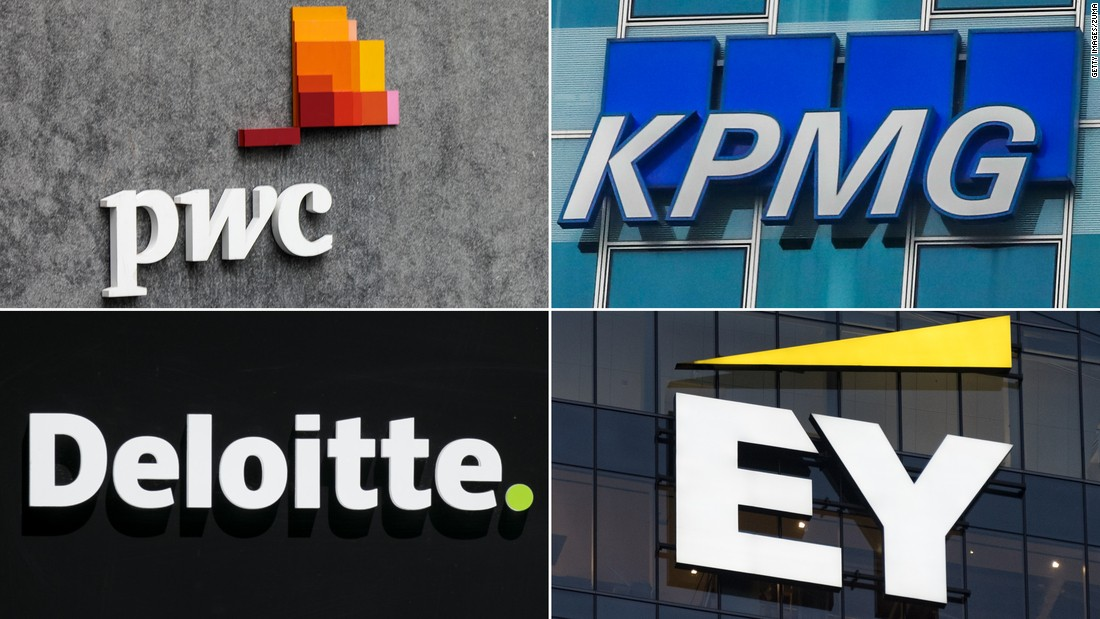
I loghi delle Big Four: in senso orario dall'alto PricewaterhouseCoopers, KPMG, EY e Deloitte

Con l'espressione Big Four si identificano le quattro società di revisione contabile che si spartiscono il mercato mondiale. Originariamente erano 5 le principali società ma, dopo lo scandalo Enron, Arthur Andersen uscì da questa élite.
| Società                  | Ricavi (2023) (in miliardi di USD) | Dipendenti (2021) |
| ------------------------ | ---------------------------------- | ----------------- |
| Deloitte Touche Tohmatsu | 64,9                               | 345 000           |
| PricewaterhouseCoopers   | 53                                 | 250 000           |
| EY                       | 49,4                               | 312 000           |
| KPMG                     | 36,4                               | 219 000           |

## Struttura legale
Nessuna delle quattro grandi società contabili è in realtà un'impresa a sé.
Ciascuna fa parte di una rete di imprese, di proprietà e gestite autonomamente, che hanno concluso accordi con altre imprese condividendo un nome comune, un marchio e degli standard di qualità.
Ciascuna rete ha creato un ente per coordinare le attività delle imprese che ne fanno parte.
In due casi (KPMG e Deloitte Touche Tomatsu) l'organismo di coordinamento è un'entità con sede in Svizzera, e in due casi (PricewaterhouseCoopers ed Ernst & Young) l'organismo di coordinamento è una società UK Limited.